# Hong Kong en los Juegos Paralímpicos de Arnhem 1980
Hong Kong estuvo representado en los Juegos Paralímpicos de Arnhem 1980 por once deportistas masculinos.

## Medallistas
El equipo paralímpico hongkonés obtuvo las siguientes medallas:
| Nombre                       | Deporte       | Evento                        |
| ---------------------------- | ------------- | ----------------------------- |
| Oro                          |               |                               |
| —                            |               |                               |
| Plata                        |               |                               |
| Ko Shing Chi                 | Atletismo     | 100 m F masculino             |
| Bronce                       |               |                               |
| Ko Shing Chi                 | Atletismo     | Salto de longitud F masculino |
| Tong Hon Keung Wong Shek Kau | Tenis de mesa | Equipo C masculino            |